# شیمیزو مونه‌هارو
شیمیزو مونه‌هارو، شیمیزو چوزائمون (به ژاپنی: 清水 宗治, Shimizu Muneharu); ۱ ژانویهٔ ۱۵۳۷ – ۲۳ ژوئن ۱۵۸۲) سامورایی اهل ژاپن بود که به خاندان موری خدمت می‌کرد.
در سال ۱۵۳۷ در روستای شیمیزو، ناحیه کایو، ولایت بیچو (در حال حاضر آیده، شهر سوجا، استان اوکایاما) متولد شد (تاریخ تولد نامشخص است). نام کودکی او سایتارو بود.
او به عنوان ملازم یکی از خانواده‌های حاکم بیچو، به عنوان ارباب قلعه شیمیزو در ولایت بیچوخدمت کرد و بعداً ارباب قلعه تاکاماتسو در بیچو شد. نظریه‌های مختلفی در مورد چگونگی وقوع این اتفاق وجود دارد، اما به‌طور کلی گفته می‌شود که در دوران مناقشه بیچو در دوران تنشو، او به خاندان موری پیوست و با وجود اینکه فودای (خویشاوند) خاندان میمورا بود، به مقام ارباب قلعه تاکاماتسو دست یافت.
در هر صورت، پس از تبدیل شدن به ملازم خاندان موری، او به عنوان زیردست کوبایاکاوا تاکاکاگه در راه تسلط خاندان موری در ناحیه چوگوکو خدمت کرد، سخت با وفاداری کار کرد و عمیقاً مورد اعتماد رهبران خاندان موری، از جمله کوبایاکاوا تاکاکاگه بود.
در آوریل ۱۵۸۲، زمانی که هاشیبا هیده‌یوشی، دست نشانده اودا نوبوناگا که سیاست اتحاد را ترویج می‌کرد،  حمله به چوگوکو را اجرا کرد، مونه‌هارو خود را در قلعه تاکاماتسو زندانی کرد و در (نبرد قلعه تاکاماتسو) مقاومت کرد.
ابتدا هیده‌یوشی شرط گذاشت که اگر تسلیم شود، دو ولایت بیچو و ولایت بینگو را به او بدهد، اما مونه‌هارو قبول نکرد و به اربابش، موری تروموتو، وفاداری خود را نشان داد پس از آن  قلعه تاکاماتسو به دلیل محاصره نظامی به روش زیر آب رفتن که توسط کورودا یوشیتاکا) برنامه‌ریزی شده بود، مجبور به سقوط شد، اما خود تروموتو به همراه کیکاوا موتوهارو و کوبایاکاوا تاکاکاگه نجات پیدا کردند و در نتیجه در جبهه، نبرد به بن‌بست رسید. در جریان این حمله آبی، در ۲ ژوئن، حادثه معبد هوننو در کیوتو رخ داد و نوبوناگا درگذشت، با اطلاع از این خبر، هاشیبا هیده‌یوشی مرگ نوبوناگا را مخفی نگه داشت و برای نجات جان سربازان قلعه به شرط هاراکیری مونه‌هارو قرارداد صلح بست.
خاندان موری راهب آنکوکوجی اکی را به عنوان پیام‌رسان نزد کورودا کانبی رساند و از او خواست که در ازای ولایت بیچو، ولایت بینگو، ولایت میماساکا، ولایت هوکی و ولایت ایزومو از شرط کشتن مونه‌هارو بگذرد، اما هیده یوشی نپذیرفت و مذاکرات با شکست مواجه شد زیرا او خواستار خودکشی مونه‌هارو بود. با این حال، وقتی مون‌هارو این را شنید، تصمیم گرفت تعهد خود را به اربابش نشان دهد، از جمله خودش، برادر بزرگترش شیمیزو مونه‌تومو (تسوکیو نیودو)، برادر کوچکترش نانبا مونه‌تادا (دنبی)، و ژنرال پشتیبانی، سچیکا شینگا  در ازای جان خود دادخواست و طوماری نوشت و آن را به  آنکوکوجی اکی سپرد.
در نهایت، دو روز بعد، در ۴ ژوئن، مونه‌هارو بدون اطلاع از مرگ نوبوناگا، همراه با برادر بزرگترش شیمیزو مونه‌تومو، برادر کوچکترش نانبا مونه‌تادا و ژنرال سچیکا شینگا سپپوکو را در قایق روی آب انجام داد. وی در سن ۴۶ سالگی درگذشت.